# Boiry-Saint-Martin
Boiry-Saint-Martin è un comune francese di 294 abitanti situato nel dipartimento del Passo di Calais nella regione dell'Alta Francia.

## Società

### Evoluzione demografica
Abitanti censiti